# Cantone di Fauville-en-Caux
Il Cantone di Fauville-en-Caux era una divisione amministrativa dell'arrondissement di Le Havre.
È stato soppresso a seguito della riforma complessiva dei cantoni del 2014, che è entrata in vigore con le elezioni dipartimentali del 2015.
Comprendeva i comuni di
- Alvimare
- Auzouville-Auberbosc
- Bennetot
- Bermonville
- Cléville
- Cliponville
- Envronville
- Fauville-en-Caux
- Foucart
- Hattenville
- Hautot-le-Vatois
- Normanville
- Ricarville
- Rocquefort
- Sainte-Marguerite-sur-Fauville
- Saint-Pierre-Lavis
- Trémauville
- Yébleron